# Игуманија Евпраксија (Драгин)
Евпраксија (световно Милица Драгин; Адице код Новог Сада, 24. јул 1906 — Манастир Каленић, 6. октобар 1987) била је православна монахиња и игуманија Манастира Каленића.

## Биографија
Игуманија Евпраксија (Драгин) рођена је 24. јула 1906. године у насељу Адице код Новог Сада, од побожних родитеља Мојсија и Јелене Драгин. Приликом крштења је добила име Милица.
Свој монашки пут започиње 1937. године када одлази у Манастир Кувеждин на Фрушкој гори, код тадашње игуманије мати Меланије (Кривокућанин), као искушеница. Замонашена је 1940. године у Кувеждину. Трагичне 1941. монахиња Евпраксија са сестрама била је заточена у логору Цапраг, али у јесен исте године биле су ослобођене и прелазе у Манастир Ваведење Пресвете Богородице у Београду на Сењаку.
У Манастир Грнчарицу код Крагујевца, долази 1946. године где остаје до 1953. године када прелази у Манастир Каленић код Опарића. Одлуком епископа шумадијскога господина Валеријана (Стефановића), 18. марта 1953. године поставио је монахињу Евпраксију за игуманију манастира.
Упокојила се у Господу 6. октобра 1987. године у Манастиру Каленић, а сахрањена је на манастирском гробљу уз присуство епископа шумадијскога господина др Саве (Вуковића), и монахиња манастира.